# Хадзипетрос, Христос
Христос Хадзипетрос  (греч. Χρήστος Χατζηπέτρος; 1873, Афины — 1945)— генерал-лейтенант греческой артиллерии, 
участник греко-турецкой войны 1897 года, Балканских войн, Первой мировой войны и Малоазийского похода греческой армии. 

## Биография
Христос Хадзипетрос родился в Афинах 15 октября 1873 года. Военное училище эвэлпидов закончил 30 июля 1895 года в звании младшего лейтенанта артиллерии. Через два года принял участие в кратковременной, сколь и странной греко-турецкой войне, в начале в качестве второго адъютанта наследного принца Константина, после чего был переведен в IV батарея горной артиллерии 3-го артиллерийского полка. 
В составе IV батареи принял участие в сражении при Домокосе .
В Балканские войны (1912-1913) командовал батареей полевых орудий II пехотной дивизии, в составе которой принял участие в сражениях при Сарантапоро, при Янница, при Бизани и при Килкис. 
В период Первой мировой войны, в 1918 году и в звании полковника командовал артиллерией III дивизии (два дивизиона горной артиллерии). 
В ходе Малоазийского похода греческой армии (1919-1922) в 1921 году командовал II полком тяжёлой артиллерии, с которым принял участие в победном для греческого оружия самом большом сражении войны при Эскишехире а затем в рейде на Анкару. 
В 1922 году, на завершающем этапе войны был командиром артиллерии II корпуса армии.
В послевоенный период, будучи повышен в звание генерал-майора, был назначен директором департамента артиллерии в военном министерстве а затем генеральным директором министерства. 
Был демобилизован 5 июля 1930 года в звании генерал-лейтенанта. 
Умер в Афинах в 1945 году.